# الكريم (أسماء الله الحسنى)
الكريم هو من أسماء الله الحسنى، من صيغ المبالغة، ومعناه: كثير الصفح.

## في القرآن الكريم
ورد اسم الله تعالى الكريم ثلاثة مرات، والأكرم مرة واحدة.
- ﴿يَا أَيُّهَا الْإِنْسَانُ مَا غَرَّكَ بِرَبِّكَ الْكَرِيمِ ۝٦﴾ سورة الانفطار:6
- ﴿فَتَعَالَى اللَّهُ الْمَلِكُ الْحَقُّ لَا إِلَهَ إِلَّا هُوَ رَبُّ الْعَرْشِ الْكَرِيمِ ۝١١٦﴾ سورة المؤمنون:116
- ﴿قَالَ الَّذِي عِنْدَهُ عِلْمٌ مِنَ الْكِتَابِ أَنَا آتِيكَ بِهِ قَبْلَ أَنْ يَرْتَدَّ إِلَيْكَ طَرْفُكَ فَلَمَّا رَآهُ مُسْتَقِرًّا عِنْدَهُ قَالَ هَذَا مِنْ فَضْلِ رَبِّي لِيَبْلُوَنِي أَأَشْكُرُ أَمْ أَكْفُرُ وَمَنْ شَكَرَ فَإِنَّمَا يَشْكُرُ لِنَفْسِهِ وَمَنْ كَفَرَ فَإِنَّ رَبِّي غَنِيٌّ كَرِيمٌ ۝٤٠﴾ سورة النمل:40
- ﴿اقْرَأْ وَرَبُّكَ الْأَكْرَمُ ۝٣﴾ سورة العلق:3

## في السنة النبوية
- عن النبي قال:«إن الله كريم يحب الكرم، ويحب معالي الأخلاق ويكره سفسافها» صحيح الجامع (1801)
- عن ابن عباس: أن رسول الله ﷺ كان يقول عند الكرب «لا إله إلا الله العظيم الحليم، لا إله إلا الله رب العرش العظيم، لا إله إلا الله رب السماوات ورب الأرض رب العرش الكريم» متفق عليه
- عن عائشة قالت: «قلت: يا رسول الله، أرأيت إن علمت أي ليلة ليلة القدر ما أقول فيها؟، قال: قولي: اللهم إنك عفو كريم تحب العفو فاعف عني» رواه الترمذي وصححه الألباني
- وعن أبي هريرة أن الرسول ﷺ قال:«فيلقى العبد فيقول: أي فُل (فلان) ألم أكرمك وأسودك وأزوجك وأسخر لك الخيل والإبل وأذرك ترأس وتربع ؟، فيقول: بلى، قال: أفظننت أنك ملاقيَّ ؟ فيقول لا فيقول فإني قد أنساك كما نسيتني» رواه مسلم

## معنى اسم الله الكريم
- يقول الغزالي «الكريم: هو الذي إذا قدر عفا وإذا وعد وفى ،وإذا أعطى زاد على منتهى الرجاء، ولا يبالي كم أعطى ولمن أعطى ،وإن رُفِعَت حاجةٌ إلى غيره لا يرضى ،وإذا جُفِيَ عاتب وما استقصى ،ولا يضيع من لاذ به والتجأ، ويغنيه عن الوسائل والشفعاء ،فمن اجتمع له جميع ذلك لا بالتكلُّف، فهو الكريم المطلق وذلك لله سبحانه وتعالى فقط .»[2]
- قال ابن جرير: «كريم ومن كرمه إفضاله على من يكفر نعمه، ويجعلها وصلة يتوصل بها إلى معاصيه.[3]»
- قال الحليمي: «الكريم ومعناه: النفاع، من قولهم: شاة كريمة، إذا كانت غزيرة اللبن تدر على الحالب، ولا تقلص بأخلافها، ولا تحبس لبنها.[4]»
- قال القرطبي :«أن الكريم له ثلاثة أوجه هي:الجواد والصفوح والعزيز ،وهذه الأوجه الثلاثة يجوز وصف الله عز وجل بها، فعلى أنه جواد كثير الخير، صفوح لابد من متعلق يصفح عنه وينعم عليه ،وإذا كان بمعنى العزيز كان غير مقتض مفعولاً في أحد وجوهه ،

فهذا الاسم متردد بين أن يكون من أسماء الذات، وبين أن يكون من أسماء الأفعال ،
والله جل وعز لم يزل كريماً ولا يزال، ووصفه بأنه كريم هو بمعنى نفي النقائص عنه، ووصفه بجميع المحامد، وعلى هذا الوصف يكون من أسماء الذات، إذ ذلك راجع إلى شرفه في ذاته وجلالة صفاته ،
وإذا كان فعلياً كان معنى كرمه ما يصدر عنه من الإفضال والإنعام على خلقه ،
وإن أردت التفرقة بين الأكرم والكريم، جعلت الأكرم الوصف الذاتي، والكريم الوصف الفعلي .»
- قال السعدي: «الرحمن، الرحيم، والبر، الكريم، الجواد، الرؤوف، الوهّاب ،هذه الأسماء تتقارب معانيها، وتدل كلها على اتصاف الرب، بالرحمة، والبر، والجود، والكرم، وعلى سعة رحمته ومواهبه التي عمّ بها جميع الوجود بحسب ما تقتضيه حكمته. وخص المؤمنين منها، بالنصيب الأوفر، والحظ الأكمل، ذكر القرآن: ﴿وَاكْتُبْ لَنَا فِي هَذِهِ الدُّنْيَا حَسَنَةً وَفِي الْآخِرَةِ إِنَّا هُدْنَا إِلَيْكَ قَالَ عَذَابِي أُصِيبُ بِهِ مَنْ أَشَاءُ وَرَحْمَتِي وَسِعَتْ كُلَّ شَيْءٍ فَسَأَكْتُبُهَا لِلَّذِينَ يَتَّقُونَ وَيُؤْتُونَ الزَّكَاةَ وَالَّذِينَ هُمْ بِآيَاتِنَا يُؤْمِنُونَ ۝١٥٦﴾ سورة الأعراف:156.»
- وقد أورد ابن العربي في معنى الكريم ستة عشر قولاً :

| الكريم (أسماء الله الحسنى) | 1. الذي يعطي لا لعوض. 2. الذي يعطي بغير سبب. 3. الذي لا يحتاج إلى الوسيلة. 4. الذي لا يبالي من أعطى ولا من يحسن، كان مؤمناً أو كافراً، مقراً أو جاحداً. 5. الذي يستبشر بقبول عطائه ويسر به. 6. الذي يعطي ويثني، كما فعل بأوليائه حبب إليهم الإيمان وكره إليهم الكفر والفسوق والعصيان، ثم قال: أُوْلَئِكَ هُمُ الرَّاشِدُونَ فَضْلاً مِّنَ اللَّهِ وَنِعْمَةً وَاللَّهُ عَلِيمٌ حَكِيمٌ سورة الحجرات:7-8 7. أنه الذي يعم عطاؤه المحتاجين وغيرهم. 8. أنه الذي يعطي من يلومه. 9. أنه الذي يعطي قبل السؤال، قال الله العظيم: وَآتَاكُم مِّن كُلِّ مَا سَأَلْتُمُوهُ وَإِن تَعُدُّواْ نِعْمَتَ اللّهِ لاَ تُحْصُوهَا سورة إبراهيم:34 10. الذي يعطي بالتعرض. 11. أنه الذي إذا قدر عفى. 12. أنه الذي إذا وعد وفى. 13. أنه الذي ترفع إليه كل حاجة صغيرة كانت أو كبيرة. 14. أنه الذي لا يضيع من توسل إليه ولا يترك من التجأ إليه. 15. أنه الذي لا يعاتب. 16. أنه الذي لا يعاقب. | الكريم (أسماء الله الحسنى) |